# 고후다이역 (오사카부)
고후다이역(일본어: 光風台駅, こうふうだいえき)은 일본 오사카부 도요노군 도요노정에 있는 노세 전철 묘켄 선의 역이다. 역 번호는 NS12이다.

## 역사
- 1978년 10월 16일: 영업 개시.

## 역 구조
상대식 승강장 2면 2선의 교상역이다. 각 승강장의 유효 길이는 4량 편성분이다.
개찰구는 다리 위의 한 곳 뿐으로 역 광장과 같은 높이에 있다.

## 역 주변
고후다이 지구와 신코후다이 지구에 낀 가파른 골짜기에 위치하므로 역전에는 두 지구로 통하는 계단과 에스컬레이터(역의 상행만)가 설치되어 있다.
- 도요노 고후다이 우체국
- 도요노 정립 고후다이 초등학교
- 도요노 정립 히카리 유치원
- 도요노 정립 스포츠 센터 시 토스
- 코프 고베 코프 신코후다이
- 시라카바 공원
- 국도 제477호선

## 인접역
| 노세 전철 ■ 묘켄 선     | 노세 전철 ■ 묘켄 선 | 노세 전철 ■ 묘켄 선           |
| ----------------------- | ------------------- | ----------------------------- |
| NS11 사사베 우메다 방면 | ■ 보통              | 도키와다이 NS13 묘켄구치 방면 |